# Nam vương Toàn cầu 2018
Nam vương Toàn cầu 2018 là cuộc thi Nam vương Toàn cầu lần thứ năm được tổ chức tại Băng Cốc, Thái Lan vào ngày 22 tháng 7 năm 2018. Dario Duque Mena đến từ Hoa Kỳ đăng quang ngôi vị Mister Global.

## Kết quả
| Thứ hạng                 | Thứ hạng | Thứ hạng | Thứ hạng |
| Hạng                     | Thí sinh |          |          |
| ------------------------ | --- | -------- | -------- |
| Mister Global 2018       | - Hoa Kỳ — Dario Duque Mena |          |          |
| Á vương 1                | - Ai Cập — Ahmed Lasheen |          |          |
| Á vương 2                | - Ba Lan — Jakub Kucner |          |          |
| Á vương 3                | - Nam Phi — Dwayne Jeremy Geldenhuis |          |          |
| Á vương 4                | - Thái Lan — Staporn Moollisan |          |          |
| Top 10                   | - Brasil — Gilmar Amaral Garcia Júnior - Đức — Jan Laskowski - Hàn Quốc — Kang Doo-hyung - Hồng Kông — Vincent Lau - Venezuela — Christian Arnaldo Nunes Angulo                                                 |          |          |
| Top 16                   | - Albania — David Qenanaj - Cộng hòa Dominica — Frainy Figueroa - Ethiopia — Abdulfetha Ali Hasen - Philippines — Kristian Nanadiego Sarmiento § - Puerto Rico — Engel Garcia Colon - Việt Nam — Mạc Trung Kiên |          |          |
| Giải thưởng đặc biệt     | |          |          |
| Giải thưởng              | Thí sinh |          |          |
| Mr Congeniality          | - Afghanistan — Hamid Zimmermann Noor |          |          |
| Mr Photogenic            | - Thụy Sĩ — Betim Morina |          |          |
| Mr Popularity            | - Philippines — Kristian Nanadiego Sarmiento § |          |          |
| Mr Charming Smile        | - Đan Mạch — Marcus Rosenberg Jørgensen |          |          |
| Best in National Costume | - Indonesia — Muhammad Hafizh Ragah |          |          |
| Best in Talent           | - 1 Hà Lan — Roel van der Bas - 2 Brasil — Gilmar Amaral Garcia Júnior - 3 Hàn Quốc — Kang Doo-hyung - 4 Perú — Pedro Calderon Cosavalente - 5 Thái Lan — Staporn Moollisan                                     |          |          |
| Best in Physique         | - Hàn Quốc — Kang Doo-hyung |          |          |
| Best Model               | - Việt Nam — Mạc Trung Kiên |          |          |

- § Tự động lọt vào vòng top 16 thông qua giành giải Mr Popularity.

## Các thí sinh
38 thí sinh dự thi.
| Quốc gia/vùng lãnh thổ | Thí sinh                       |
| ---------------------- | ------------------------------ |
| Ai Cập                 | Ahmed Lasheen                  |
| Afghanistan            | Hamid Zimmermann Noor          |
| Albania                | David Qenanaj                  |
| Ấn Độ                  | Dhwrwm Khungur Swargiary       |
| Ba Lan                 | Jakub Kucner                   |
| Bồ Đào Nha             | Fernando Neves                 |
| Brasil                 | Gilmar Amaral Garcia Júnior    |
| Campuchia              | Dy Vanda                       |
| Chile                  | Ítalo Nicolas Robles Albagnac  |
| Cộng hòa Dominica      | Frainy Figueroa                |
| Đan Mạch               | Marcus Rosenberg Jørgensen     |
| Đức                    | Jan Laskowski                  |
| Ethiopia               | Abdulfetha Ali Hasen           |
| Guam                   | Adam Suharto                   |
| Hà Lan                 | Roel van der Bas               |
| Hoa Kỳ                 | Dario Duque Mena               |
| Hồng Kông              | Vincent Lau                    |
| Indonesia              | Muhammad Hafizh Ragah          |
| Kazakhstan             | Bulat Muralbetov               |
| Hàn Quốc               | Kang Doo-hyung                 |
| Malaysia               | Hafiz “Izz” Yusof              |
| Martinique             | François-Xavier Hérard         |
| México                 | Antonio Merchant Muciño        |
| Nam Phi                | Dwayne Jeremy Geldenhuis       |
| Nepal                  | Prakash Shah                   |
| Pakistan               | Raffay Khan                    |
| Perú                   | Pedro Calderon Cosavalente     |
| Philippines            | Kristian Nanadiego Sarmiento   |
| Puerto Rico            | Engel Garcia Colon             |
| Séc                    | Michal Žůrek                   |
| Singapore              | Dhillon Poh                    |
| Sri Lanka              | Sachin Witharana               |
| Tây Ban Nha            | Fabian Perez Fernandez         |
| Thái Lan               | Staporn Moollisan              |
| Thụy Sĩ                | Betim Morina                   |
| Tibet                  | Tenzin Nyima                   |
| Venezuela              | Christian Arnaldo Nunes Angulo |
| Việt Nam               | Mạc Trung Kiên                 |